# Genouillé (Vienne)
Pour les articles homonymes, voir Genouillé.
Genouillé est une commune du Centre-Ouest de la France, située dans le département de la Vienne en région Nouvelle-Aquitaine.
Ses habitants sont appelés les Genouilléens.

## Géographie

### Communes limitrophes
| Civray        | Savigné                       | Charroux                      |
| Saint-Gaudent | Genouillé                     | Asnois                        |
| Lizant        | Nanteuil-en-Vallée (Charente) | Surin, Le Bouchage (Charente) |

### Climat
Pour des articles plus généraux, voir Climat de la Nouvelle-Aquitaine et Climat de la Vienne.
Historiquement, la commune est exposée à un climat océanique limousin.  
En 2020, Météo-France publie une typologie des climats de la France métropolitaine dans laquelle la commune est exposée à un climat océanique altéré et est dans la région climatique  Poitou-Charentes, caractérisée par un bon ensoleillement, particulièrement en été et des vents modérés.
Pour la période 1971-2000, la température annuelle moyenne est de 11,9 °C, avec une amplitude thermique annuelle de 14,6 °C. Le cumul annuel moyen de précipitations est de 888 mm, avec 11,8 jours de précipitations en janvier et 7,2 jours en juillet. Pour la période 1991-2020, la température moyenne annuelle observée sur la station météorologique la plus proche, située sur la commune de Civray à 6 km à vol d'oiseau, est de 12,6 °C et le cumul annuel moyen de précipitations est de 841,4 mm,. Pour l'avenir, les paramètres climatiques de la commune estimés pour 2050 selon différents scénarios d’émission de gaz à effet de serre sont consultables sur un site dédié publié par Météo-France en novembre 2022.

## Urbanisme

### Typologie
Au 1er janvier 2024, Genouillé est catégorisée commune rurale à habitat très dispersé, selon la nouvelle grille communale de densité à sept niveaux définie par l'Insee en 2022.
Elle est située hors unité urbaine et hors attraction des villes,.

### Occupation des sols
L'occupation des sols de la commune, telle qu'elle ressort de la base de données européenne d’occupation biophysique des sols Corine Land Cover (CLC), est marquée par l'importance des territoires agricoles (79,1 % en 2018), une proportion sensiblement équivalente à celle de 1990 (78,8 %). La répartition détaillée en 2018 est la suivante : 
terres arables (63,3 %), forêts (20,9 %), zones agricoles hétérogènes (15,4 %), prairies (0,3 %). L'évolution de l’occupation des sols de la commune et de ses infrastructures peut être observée sur les différentes représentations cartographiques du territoire : la carte de Cassini (XVIIIe siècle), la carte d'état-major (1820-1866) et les cartes ou photos aériennes de l'IGN pour la période actuelle (1950 à aujourd'hui).

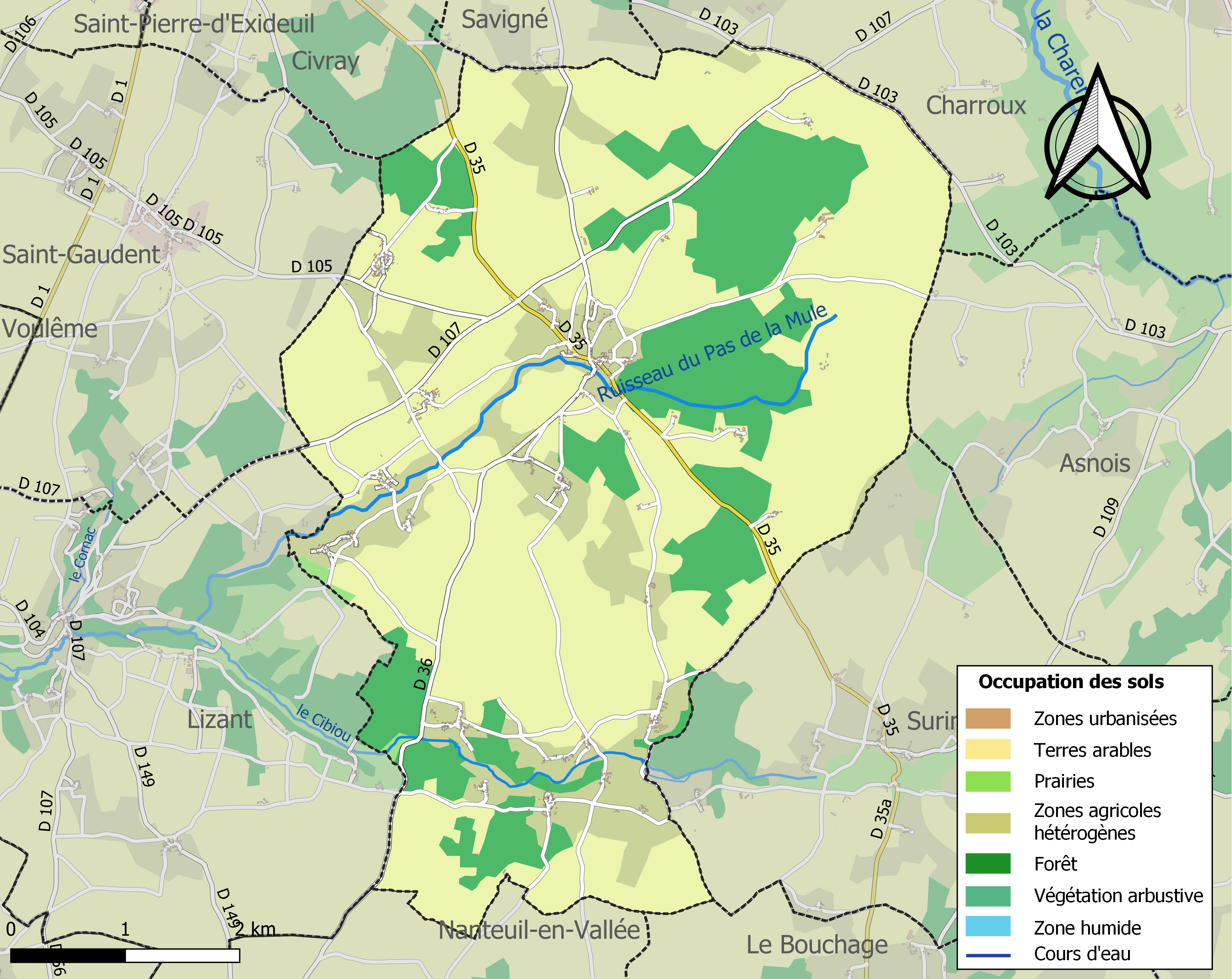
Carte des infrastructures et de l'occupation des sols de la commune en 2018 (CLC).

### Risques majeurs
Le territoire de la commune de Genouillé est vulnérable à différents aléas naturels : météorologiques (tempête, orage, neige, grand froid, canicule ou sécheresse), inondations, mouvements de terrains et séisme (sismicité modérée). Il est également exposé à un risque technologique,  le transport de matières dangereuses. Un site publié par le BRGM permet d'évaluer simplement et rapidement les risques d'un bien localisé soit par son adresse soit par le numéro de sa parcelle.

#### Risques naturels
Certaines parties du territoire communal sont susceptibles d’être affectées par le risque d’inondation par débordement de cours d'eau, notamment le ruisseau du Pas de la Mule. La commune a été reconnue en état de catastrophe naturelle au titre des dommages causés par les inondations et coulées de boue survenues en 1982, 1983, 1999 et 2010,.

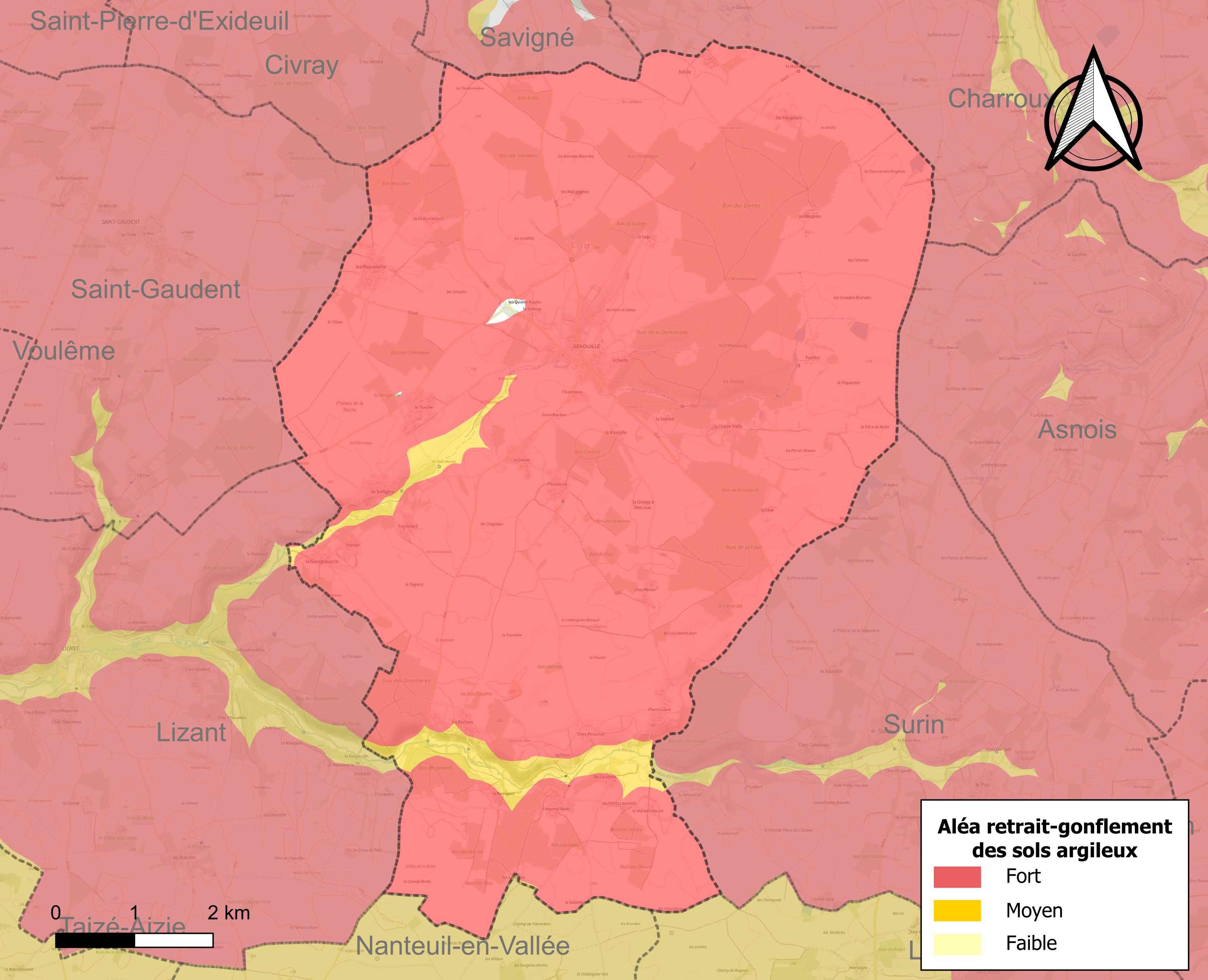
Carte des zones d'aléa retrait-gonflement des sols argileux de Genouillé.

Les mouvements de terrains susceptibles de se produire sur la commune sont des affaissements et effondrements liés aux cavités souterraines (hors mines) et des tassements différentiels. Afin de mieux appréhender le risque d’affaissement de terrain, un inventaire national permet de localiser les éventuelles cavités souterraines sur la commune. Le retrait-gonflement des sols argileux est susceptible d'engendrer des dommages importants aux bâtiments en cas d’alternance de périodes de sécheresse et de pluie. 99,9 % de la superficie communale est en aléa moyen ou fort (79,5 % au niveau départemental et 48,5 % au niveau national). Depuis le 1er octobre 2020, en application de la loi ÉLAN, différentes contraintes s'imposent aux vendeurs, maîtres d'ouvrages ou constructeurs de biens situés dans une zone classée en aléa moyen ou fort,.
La commune a été reconnue en état de catastrophe naturelle au titre des dommages causés par la sécheresse en 1989, 1991, 2005, 2011, 2015, 2016 et 2017 et par des mouvements de terrain en 1999 et 2010.

## Toponymie
Le nom de la localité est attesté sous la forme de Genulliaco en 1096.
Il s'agit d'une formation toponymique gauloise ou gallo-romaine, basé sur l’anthroponyme gallo-romain Gennulius, avec le suffixe de propriété -acum, d'origine gauloise et qui a régulièrement abouti à la terminaison -é dans l'ouest, d'où le sens global de « domaine de Gennulius ».

## Histoire
Genouillé accueille favorablement les avancées de la Révolution française. Elle plante ainsi son arbre de la liberté, symbole de la Révolution. Il devient le lieu de ralliement de toutes les fêtes et des principaux événements révolutionnaires, comme la célébration de la reprise de Toulon aux Anglais, le 19 janvier 1794, ou la fête de l'Être suprême en juin 1794.

## Politique et administration

### Liste des maires

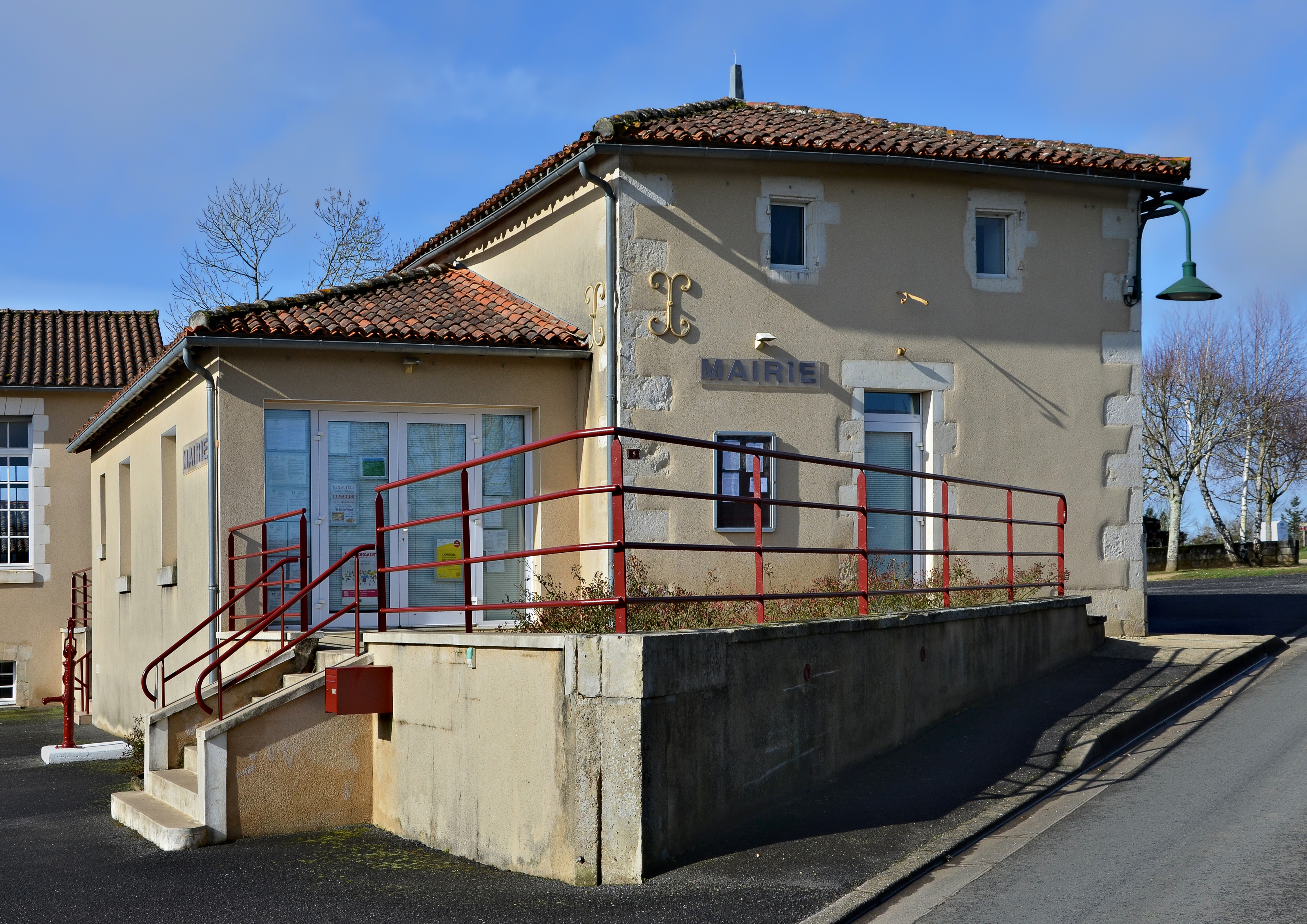
La mairie.

| Période                                  | Période  | Identité          | Étiquette | Qualité |
| ---------------------------------------- | -------- | ----------------- | --------- | ------- |
| 1947                                     | 1959     | Robert Margaud    |           |         |
| 1959                                     | 1971     | Marcel Villeneuve |           |         |
| 1971                                     | 1989     | Robert Chassard   |           |         |
| 1989                                     | 1995     | Jean Chauveau     | PCF       |         |
| 1995                                     | mai 2020 | Robert Bouhier    |           |         |
| 2020                                     | en cours | Jean-Guy Valette  |           |         |
| Les données manquantes sont à compléter. |          |                   |           |         |

### Instances judiciaires et administratives
La commune relève du tribunal d'instance de Poitiers, du tribunal de grande instance de Poitiers, de la cour d'appel  Poitiers, du tribunal pour enfants de Poitiers, du conseil de prud'hommes de Poitiers, du tribunal de commerce de Poitiers, du tribunal administratif de Poitiers et de la cour administrative d'appel  de  Bordeaux, du tribunal des pensions de Poitiers, du tribunal des affaires de la Sécurité sociale de la Vienne, de la cour d’assises de la Vienne.

## Démographie
L'évolution du nombre d'habitants est connue à travers les recensements de la population effectués dans la commune depuis 1793. Pour les communes de moins de 10 000 habitants, une enquête de recensement portant sur toute la population est réalisée tous les cinq ans, les populations de référence des années intermédiaires étant quant à elles estimées par interpolation ou extrapolation. Pour la commune, le premier recensement exhaustif entrant dans le cadre du nouveau dispositif a été réalisé en 2004.

En 2022, la commune comptait 493 habitants, en évolution de −5,01 % par rapport à 2016 (Vienne : +0,6 %, France hors Mayotte : +2,11 %).
| 1793  | 1800  | 1806  | 1821  | 1831  | 1836  | 1841  | 1846  | 1851  |
| ----- | ----- | ----- | ----- | ----- | ----- | ----- | ----- | ----- |
| 1 036 | 1 005 | 1 178 | 1 228 | 1 227 | 1 254 | 1 294 | 1 381 | 1 368 |

| 1856  | 1861  | 1866  | 1872  | 1876  | 1881  | 1886  | 1891  | 1896  |
| ----- | ----- | ----- | ----- | ----- | ----- | ----- | ----- | ----- |
| 1 417 | 1 339 | 1 351 | 1 340 | 1 365 | 1 366 | 1 495 | 1 433 | 1 414 |

| 1901  | 1906  | 1911  | 1921  | 1926  | 1931 | 1936 | 1946 | 1954 |
| ----- | ----- | ----- | ----- | ----- | ---- | ---- | ---- | ---- |
| 1 221 | 1 142 | 1 120 | 1 030 | 1 037 | 952  | 951  | 938  | 966  |

| 1962 | 1968 | 1975 | 1982 | 1990 | 1999 | 2004 | 2006 | 2009 |
| ---- | ---- | ---- | ---- | ---- | ---- | ---- | ---- | ---- |
| 888  | 800  | 681  | 589  | 537  | 511  | 519  | 521  | 530  |

| 2014 | 2019 | 2022 | - | - | - | - | - | - |
| ---- | ---- | ---- | - | - | - | - | - | - |
| 517  | 497  | 493  | - | - | - | - | - | - |

En 2008, selon l’INSEE,  la densité de population de la commune était de 18 hab./km2, 61 hab./km2 pour le département, 68 hab./km2 pour la région Poitou-Charentes et 115 hab./km2 pour la France.

## Économie

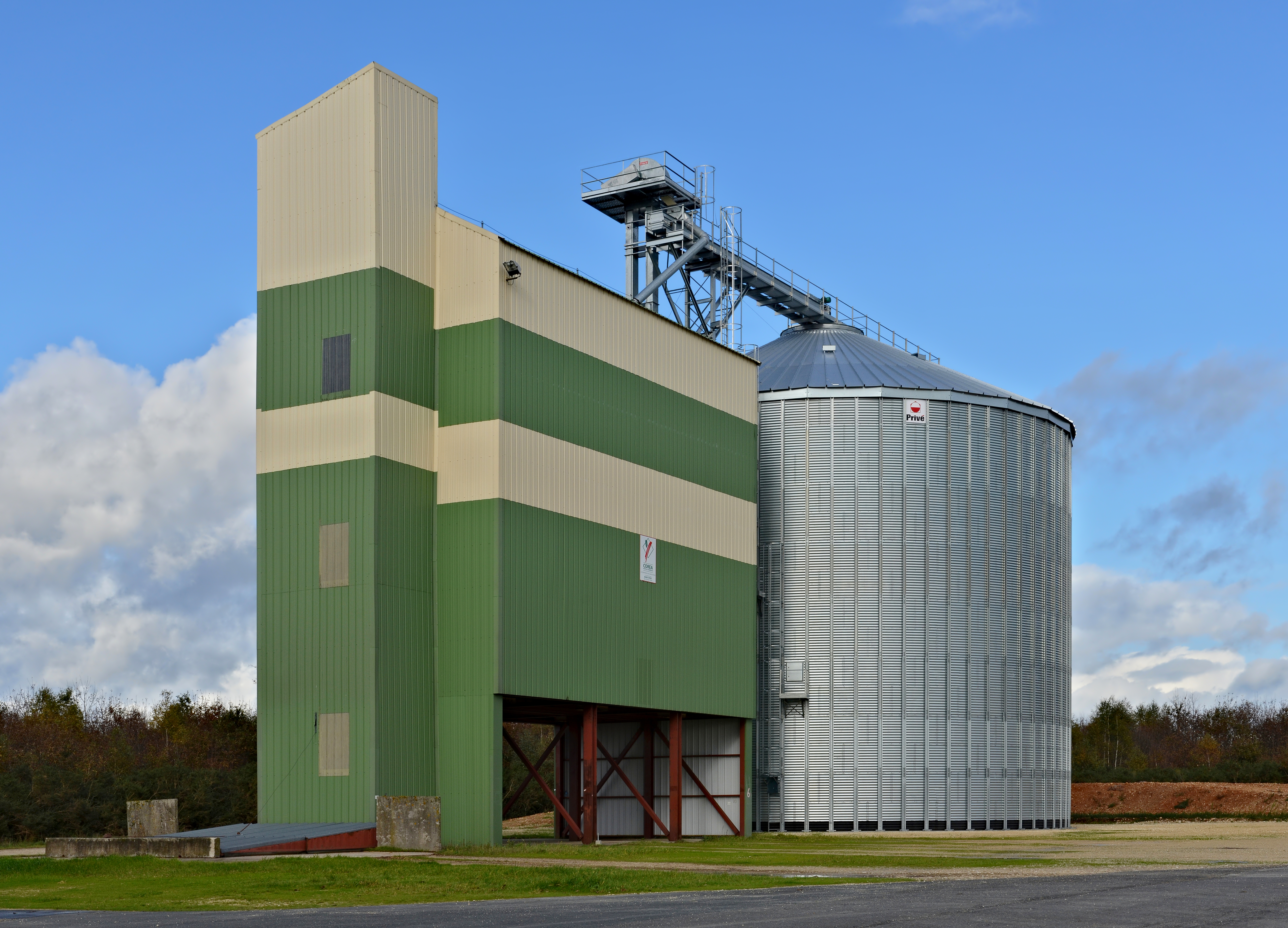
Le silo de la Coopérative agricole OCEALIA.

Selon la direction Régionale de l'Alimentation, de l'Agriculture et de la Foret de Poitou-Charentes, il n'y a plus que 23 exploitations agricoles en 2010 contre 33 en 2000[réf. nécessaire].
Les surfaces agricoles utilisées ont diminué et sont passées de 1 559 hectares en 2000 à 1 267 hectares en 2010. 42 % sont destinées à la culture des céréales (blé tendre essentiellement mais aussi orge et maïs), 34 % pour les oléagineux (colza et tournesol), 20 % pour le fourrage et 1 % reste en herbes. En 2000,8 hectares (0 en 2010) étaient consacrés à la vigne[réf. nécessaire].
Cinq exploitations en 2010 comme en 2000 abritent un élevage de bovins (431 têtes en 2010 contre 393 têtes en 2000). Sept exploitations en 2010 (contre onze en 2000) abritent un élevage d'ovins (614 têtes en 2010 contre 293 têtes en 2000)[réf. nécessaire]. Cette évolution est conforme à la tendance globale du département de la Vienne. En effet, le troupeau d’ovins, exclusivement destiné à la production de viande, a diminué de 43,7 % de 1990 à 2007. L'élevage de volailles et l'élevage de chèvres ont disparu en 2010 (respectivement: 207 têtes sur treize fermes et 458 têtes sur trois exploitations en 2000)[réf. nécessaire].

## Culture locale et patrimoine

### Lieux et monuments
L'église Notre-Dame date du XIe siècle. le porche est décoré de dragons, griffons et de lions. L'édifice est de style sobre, typique des petites églises rurales du Poitou. L'église a fait l'objet de profondes modifications XVIIIe et XIXe siècles. Son plan représente une croix latine. L'édifice possède un clocher octogonal et des voûtes de transition romanes et gothiques. La façade est la seule partie de l'édifice qui a conservé son décor primitif. La porte est remarquable par ses entrelacs représentant des animaux et des personnages. Le bâtiment abrite une Vierge à l'Enfant en bois peint du XVIIe siècle. Le clocher et la façade ont été classés Monument Historique en 1914 et le reste de l'église est inscrit aux Monuments Historiques depuis 1996.

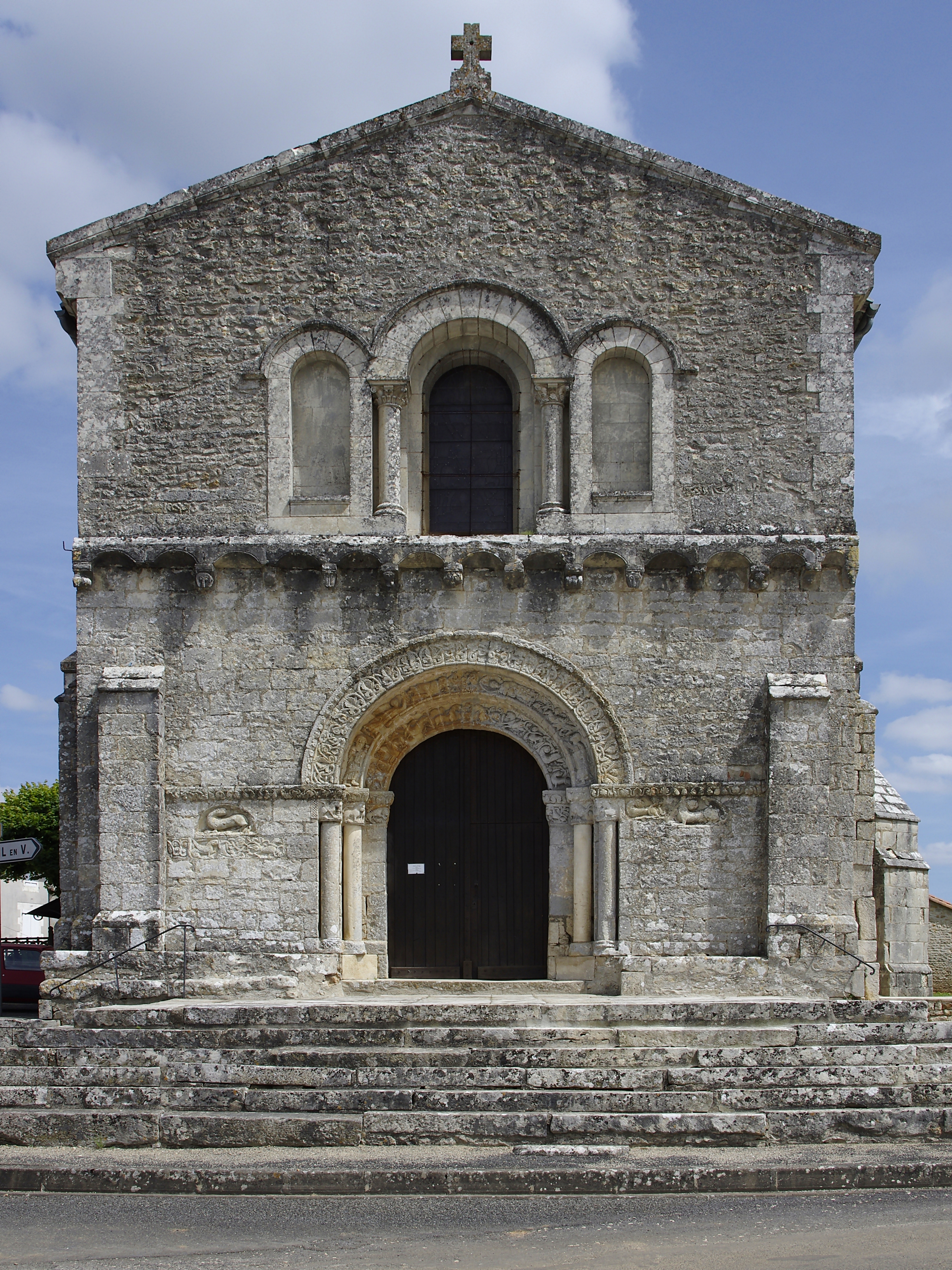
L’église : façade.
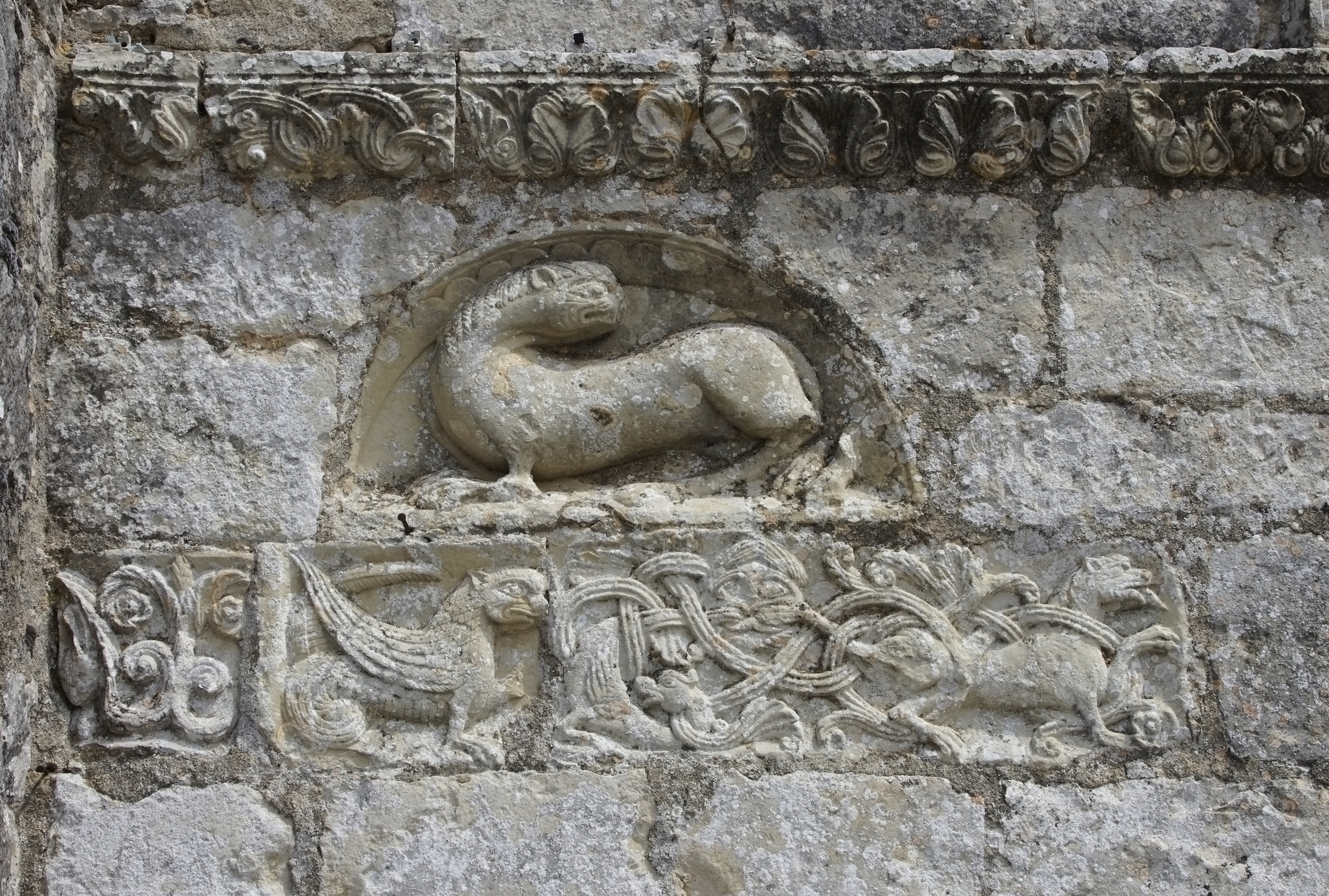
Façade : faux tympan de gauche.
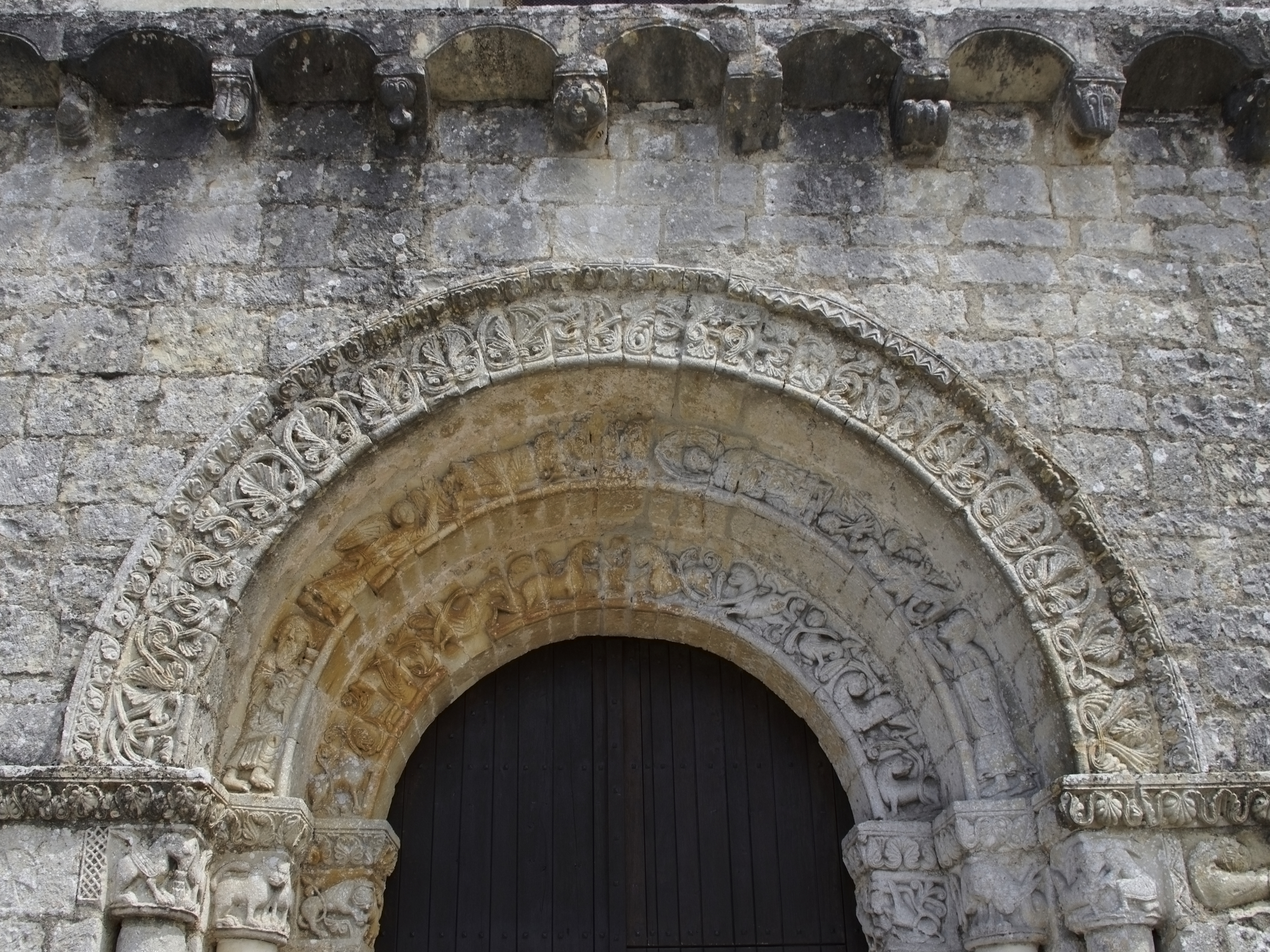
Le tympan à trois voussures.
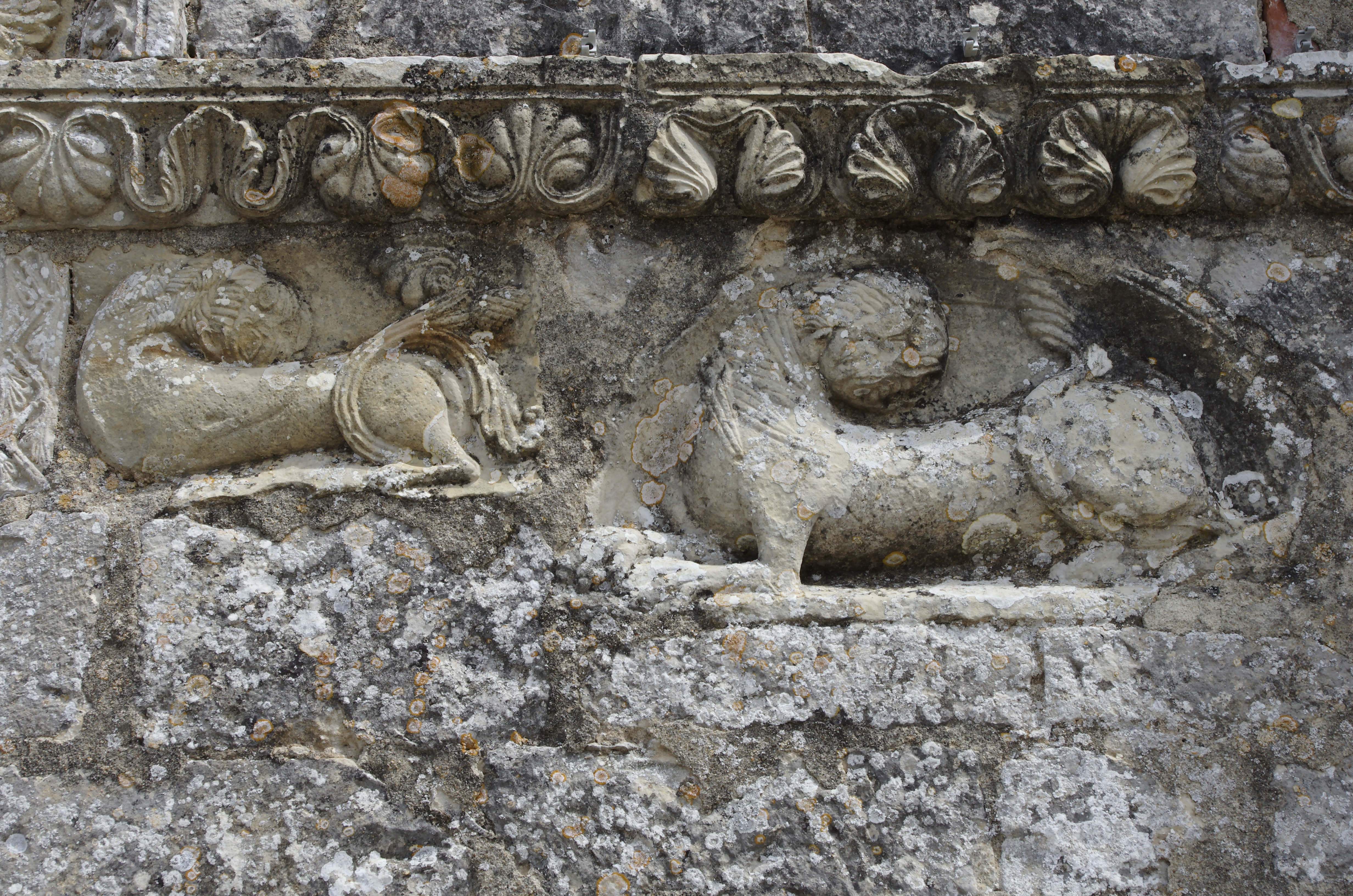
Façade : faux tympan de droite.
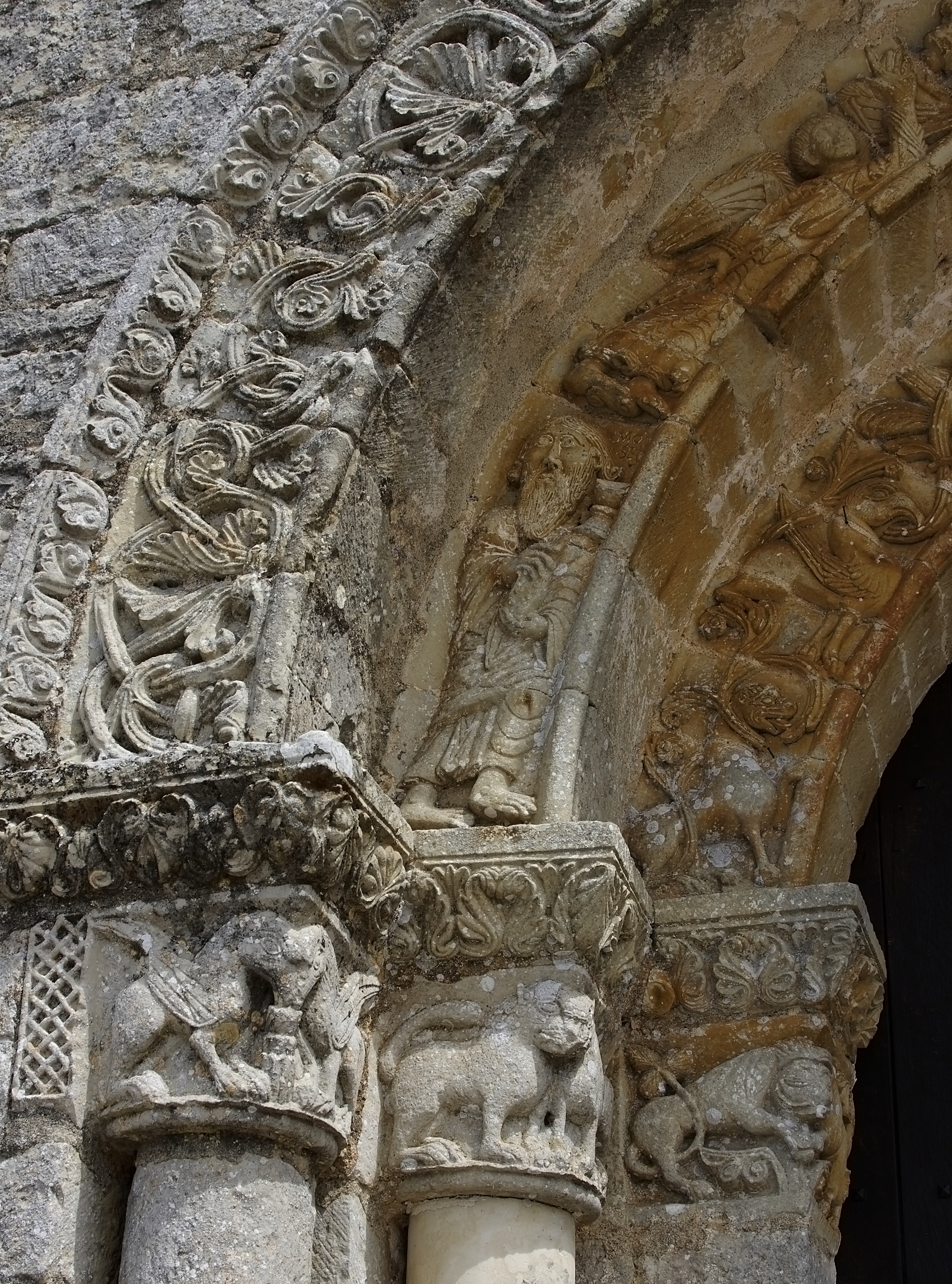
Chapiteaux et détail des voussures.
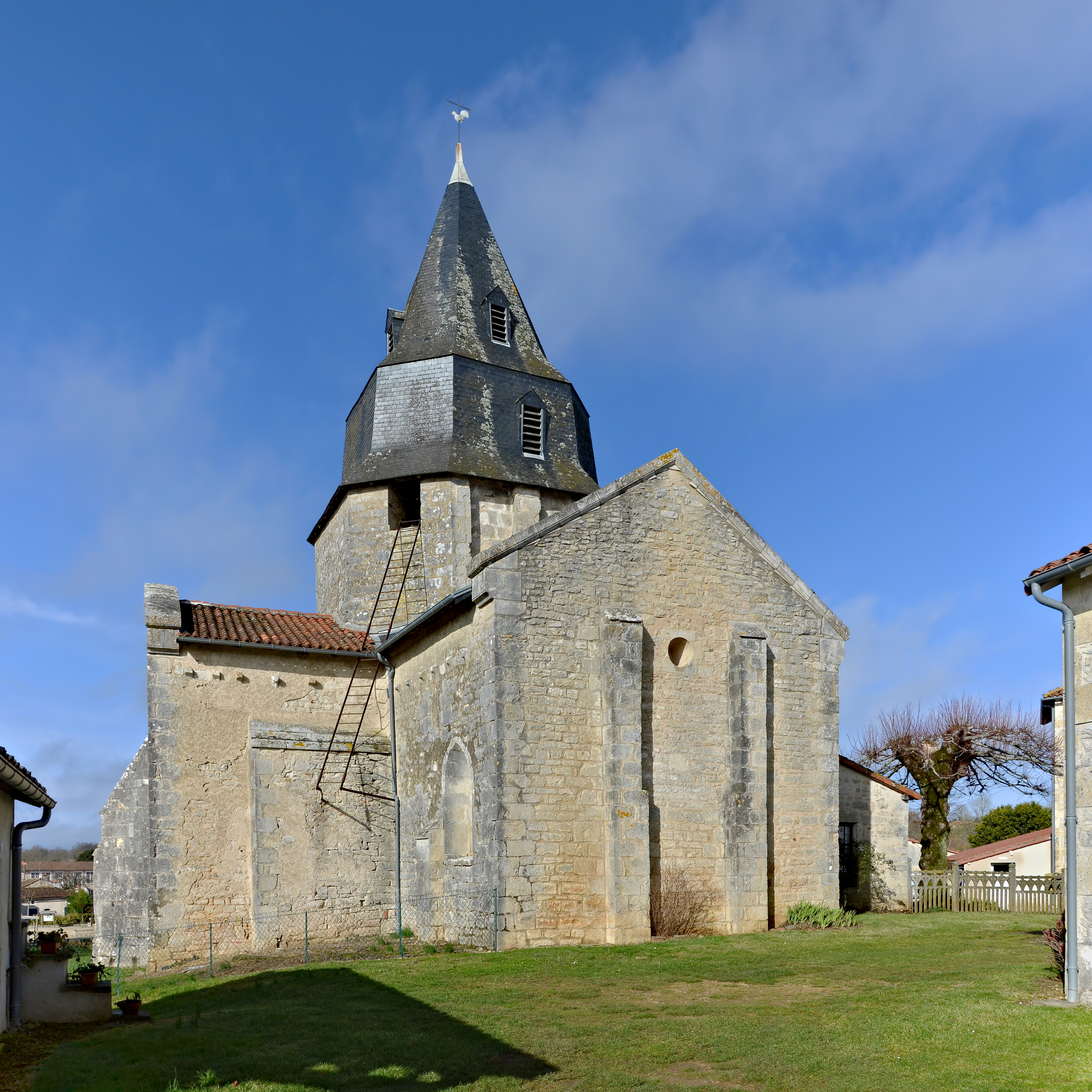
Le clocher et l'abside.

### Personnalités liées à la commune
- Victor Surreaux (1850-1930), homme politique né à Genouillé, maire de Poitiers de 1900 à 1904, sénateur de la Vienne.
- Marcel Coquillaud, député et écrivain né le 29 janvier 1898 à Genouillé.
- Éric Nowak, écrivain d'expression poitevine-saintongeaise né en 1964 et ayant passé ses premières années à Genouillé, auteur de plusieurs ouvrages en poitevin du Civraisien.

## Sources